# Арпадюзю
Арпадюзю (азерб. Arpadüzü), ранее — Колхозашен (азерб. Kolxozaşen, арм. Կոլխոզաշեն), — село в Ходжавендском районе Азербайджана, является центром Арпадюзюнского сельского административно-территориального округа.

## Этимология
В 1828 году часть жителей села армян переселилось из Ирана и назвало это село «Арбадуз». С 1939 года село стало носить название Колхозашен (на местном диалекте Килхоз).
В документах название села могло подписываться как Кулхузашен, Мадаткенд.
Постановлением Национального собрания Азербайджана от 29 декабря 1992 года № 428 село Колхозашен Ходжавендского района было названо село Арпадюзю. Село получило своё название от одноимённой местности, что означает «засеянная ячменем равнина, степь».

## География
Село Арпадюзю входит в состав Арпадюзюнского сельского административно-территориального округа Ходжавендского района, при этом село Арпадюзю является центром этого сельского административно-территориального округа. Село расположено у подножия Карабахского хребта в примерно в 32 км от райцентра — города Ходжавенд, примерно в 31,47 км от города Ханкенди. Через зону села протекает приток реки Кечалчай. Село имеет площадь 1439 га, из них 1143 га сельскохозяйственные, 237 га лесные угодья.

## История
До вхождения в состав Российской империи село Арбадуз входило в состав магала Варанда и Кочиз Карабахского ханства.
Епископ Армянской Апостольской церкви Макар Бархударянц называл это село Мешадишен и писал про него «Жители — коренные, дымов — 120, душ — 943. Церковь Св. Богородицы, каменная».
В советский период село называлось Колхозашен и являлось центром Колхозашенского сельсовета Мартунинского района Нагорно-Карабахской Автономной Области Азербайджанской ССР.
2 сентября 1991 года на совместной сессии Нагорно-Карабахского областного и Шаумяновского районного Советов народных депутатов была принята Декларация о провозглашении Нагорно-Карабахской Республики в границах Нагорно-Карабахской автономной области (НКАО) и сопредельного Шаумяновского района Азербайджанской ССР.
26 ноября 1991 года Верховный Совет Азербайджанский Республики принял Закон "Об упразднении Нагорно-Карабахской автономной области Азербайджанской Республики". В этом Законе помимо упразднения Нагорно-Карабахской Автономной Области (НКАО), было постановлено в том числе также и переименование Мартунинского района в Ходжаведский. Решением Милли Меджлиса Азербайджанской Республики от 29 декабря 1992 года село Колхозашен было переименовано в Арпадюзю. В настоящее время это село Арпадюзю и является центром Арпадюзюнского сельского административно-территориального округа Ходжавендского района Азербайджана.
В результате Карабахского конфликта, село в октябре 1992 года попало под контроль непризнанной Нагорно-Карабахской Республики (НКР). Согласно административно-территориальному делению непризнанной республики село находилось в составе Мартунинского района НКР и называлось Колхазашен (арм. Կոլխոզաշեն).
Согласно Трёхстороннему Заявлению в ночь с 9 по 10 ноября 2020 года, подписанному по итогам 44-дневной войны, село Арпадюзю перешло под контроль Российских миротворческих сил.
В результате боевых действий в сентябре 2023 года Азербайджан восстановил свой контроль над селом.

## Экономика
В Советский период население села занималось животноводством, земледелием и виноградарством. В селе были восьмилетняя школа, клуб, библиотека, медицинский пункт, отделение связи.

## Памятники истории и культуры
К объектам исторического наследия в село и его окрестностях относятся хачкары XV—XVII вв., старая часть села XVII—XVIII вв., кладбище XVIII—XIX вв., церковь Сурб Аствацацин XIX века (арм. Սուրբ Աստվածածին, дословно — «Святая Богородица») и церковь Перетес. В селе также находится памятник в честь погибших соотечественников в Великой Отечественной войны.

## Население
По состоянию на 2015 год в селе были муниципальное здание, дом культуры, медицинский центр и средняя школа, в которой обучалось 46 учащихся.
В селе в 1980 году проживало 433 человек, в 2005 г. проживало 309 жителей, и 241 житель в 2015 г., 66 дворов.
| Год       | 2005 | 2008 | 2009 | 2010 | 2015 |
| --------- | ---- | ---- | ---- | ---- | ---- |
| Население | 309  | 318  | 309  | 270  | 241  |

## Известные люди
Парсегов Михаил Артемьевич (1899, Мадаткенд (старое название Колхозашена), Елизаветпольская губерния — 1964, Ленинград, РСФСР) — советский военачальник, генерал-полковник артиллерии (1958), Герой Советского Союза (1940).
Бегларян Грач Микаэлович (1934, Колхозашен, Мартунинский район, НКАО, Азербайджанская ССР — 2009, Ханкенди, Азербайджан) — армянский поэт и журналист, с 1982 года член Союза писателей СССР.